# 베이킹

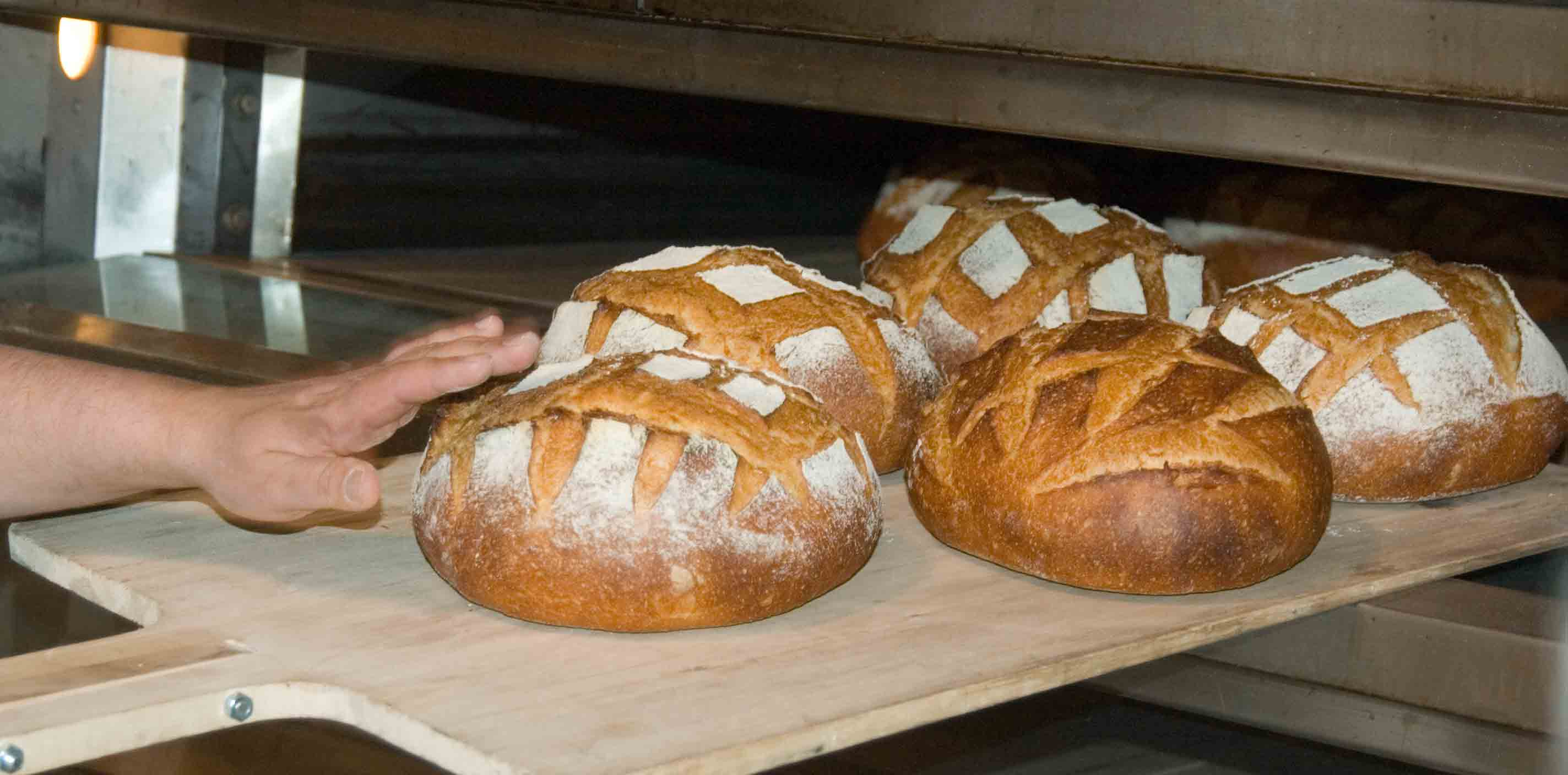
갓 구운 빵

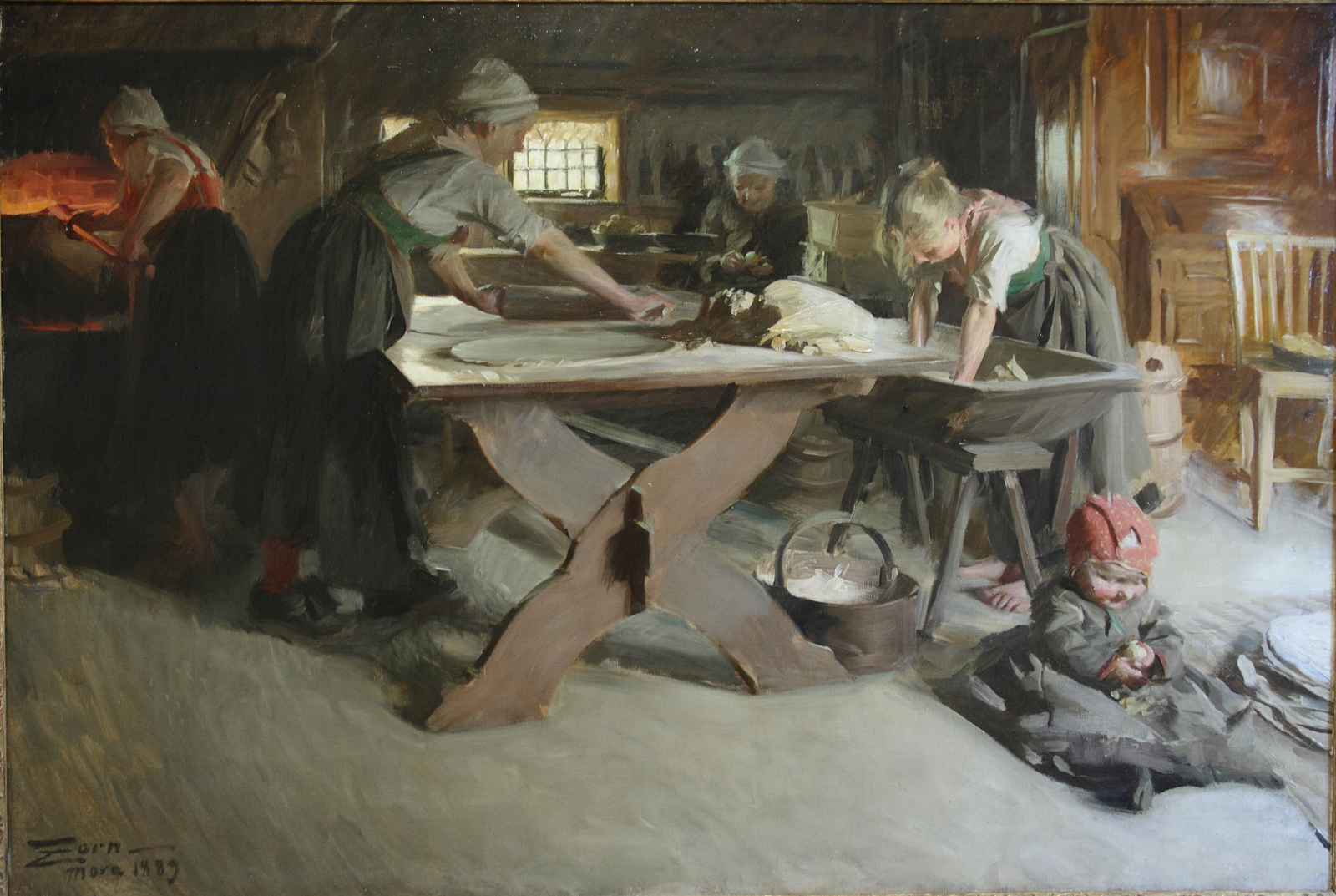
앤더스 존 - 빵 굽기 (1889)

베이킹(영어: Baking)은 오븐, 화덕, 뜨겁게 달군 돌이나 재 따위를 이용해 대류열을 지속적으로 가해 줌으로써 재료를 익히는 건식 조리법이다. 주로 케이크나 빵, 쿠키 등을 만드는 과정을 베이킹이라고 하지만 다른 많은 요리 역시 베이킹으로 만들 수 있다. 베이킹에서 열은 케이크, 쿠키, 빵 조각의 표면에서 중심으로 서서히 전달된다. 열이 전달되면서 반죽이 딱딱한 마른 껍질과 부드러운 속을 가진 구운 제품으로 변해가며 더 많은 요리들을 만들 수 있다. 베이킹은 그릴과 함께 사용하거나 차례로 사용하여 하이브리드 바비큐 요리를 변형할 수 있기도 하다. 베이킹은 석조 오븐(영어판)의 연막과 비슷하기 때문에 바비큐와 관련이 있다.
베이킹은 전통적으로 집에서 일상적인 식사나, 빵집과 레스토랑에서의 지역 소비를 위해 수행되었다. 이후 식품 생산이 산업화되었을 때, 제빵은 대규모 공장의 기계들에 의해 자동화되었다. 베이킹 기술은 기본적인 기술로 남아있고 영양을 위해 중요하다. 왜냐하면 베이킹 제품, 특히 빵은 경제적, 문화적 관점에서 모두 중요한 음식이기 때문이다. 빵을 만드는 것을 직업으로 하는 사람을 제빵사라고 한다. 이와 관련하여, 페이스트리 셰프는 페이스트리, 디저트, 빵과 같은 베이킹 제품을 제작하는 직업이다.

## 요리와 기술
모든 종류의 음식은 구울 수 있지만, 일부 식재료들은 강한 열이 가해지면 안된다. 이러한 식재료들을 강한 열로부터 보호하기 위해 다양한 기술이 개발되었다.
빵 외에도 베이킹은 케이크, 페이스트리, 파이, 타르트, 키슈, 쿠키, 스콘, 크래커, 프레첼 등을 준비하는데 사용된다. 이 인기 있는 상품들은 통칭 '베이킹 요리'으로 알려져 있으며, 베이킹 요리들만을 판매하는 빵집이나 시장, 식료품점, 농업 시장 등을 통해 판매된다.
햄과 같은 경화된 고기도 구울 수 있지만, 보통 우락유 반죽물이나 빵가루로 코팅된 작은 조각의 고기를 포함한 소 미트로프로 조리된다. 일부 음식은 닫힌 팬의 바닥에 소량의 액체(물이나 육수 등)를 넣고 음식 주변에서 김이 모락모락 나는 방식으로 굽는다. 로스팅은 베이킹의 동의어이지만 전통적으로 건조하며 열에 노출시켜 동물 전체를 요리하거나 베이킹 식품에 칼집을 내는 것을 의미한다. 예컨데, 닭고기를 로스팅할 경우 새 전체를 조리한다. 돼지고기나 양갈비도 로스팅 할 수 있지만 허리나 다리 전체만 구울 수 있다.  베이킹과 로스팅의 범주에는 많은 예외가 있다. 베이킹과 로스팅은 같은 범위의 조리 시간과 온도를 수반한다. 베이킹의 또 다른 형태는 엔크로트(프랑스어로 빵껍질을 뜻하는 단어)라는 방법으로, 음식을 직접 열로부터 보호하고 안에 있는 천연 주스를 밀봉한다. 고기, 가금류, 사냥감, 생선, 채소을 구워서 엔크로테를 준비할 수 있다. 대표적인 예로는 예로는 쇠고기를 굽기 전에 페이스트리에 싸서 굽는 비프 웰링턴, 굽기 전에 테린을 페이스트리에 싸서 굽는 파테 엔크로트, 그리고 베트남의 변형 요리인 파테초 등이 있다. 엔크로테 방식은 또한 고기를 불 속에 묻어서 구울 수 있게 하개도 하는데, 이는 사슴고기를 요리하는 가장 인기 있는 방법이다. 또한 소금은 또한 먹지 않는 보호 껍질을 만드는데 사용될 수 있다. 굽는 동안 음식을 열로부터 보호하는 또 다른 방법은 엔 파필로테(프랑스어로 양피지)에 넣어 요리하는 것이다. 이 방법에서, 식재료는 베이킹되는 동안 식품을 보호하기 위해 황산지나 알루미늄 호일에 의해 덮인다. 요리된 베이킹 식품은 때때로 개봉되지 않은 채로 제공되기 때문에, 손님들이 스스로 그 내용물을 발견할 수 있게 되어 놀라움을 준다. 베이킹은 정서적 안정감을 주며 하나의 취미로 삼을 수 있다.

## 참고 서적
- Figoni, Paula (2010). 《How Baking Works: Exploring the Fundamentals of Baking Science》 3판. Wiley. ISBN 978-0470392676.

## 관련 문헌
- Pyler, E.J.; Gorton, L.A. (2008). 《Baking Science & Technology》 (PDF). Sosland Publishing Company. ISBN 978-0-9820239-0-7. 2018년 2월 19일에 원본 문서 (PDF)에서 보존된 문서. 2013년 1월 23일에 확인함.
- Ysewijn, R. (2020). Oats in the North, Wheat from the South: The History of British Baking: Savoury and Sweet. Australia: Murdoch Books Pty Limited.